# Sainte-Croix-sur-Aizier
Sainte-Croix-sur-Aizier è un ex comune francese di 261 abitanti situato nel dipartimento dell'Eure nella regione della Normandia. Dal 1º gennaio 2016 è stato accorpato al comune di Bourneville per formare il nuovo comune di Bourneville-Sainte-Croix, di cui è divenuto comune delegato.

## Società

### Evoluzione demografica
Abitanti censiti